# 瑪菲莎
瑪菲莎（義大利語：Marfisa）是義大利浪漫史詩《熱戀的羅蘭》與《瘋狂的羅蘭》中登場的一名虛構女勇士。她是故事中的主要角色之一魯傑羅的雙胞胎妹妹，其武勇不下於布拉達曼特。

## 故事
瑪菲莎的父親是赫克特的後裔魯傑羅二世，母親是撒拉森王阿格朗特的女兒佳拉喬拉（Galaciella）。有一天，魯傑羅二世被人背叛且謀殺，懷著身孕的佳拉喬拉被流放到利比亞，在岸邊生下一對雙胞胎後力竭而亡，這對雙胞胎就是魯傑羅和瑪菲莎。兩兄妹後來被非洲巫師亞特蘭特扶養，但有次撒拉森人趁亞特蘭特不在時拐走了年幼的瑪菲莎，因此兩兄妹在還很小的時候便分離了。
之後，瑪菲莎被撒拉森人作為奴隸賣掉。她在初夜那晚暗殺國王，篡奪王位，最終成為統領印度的女王。在法蘭克王國與撒拉森人的戰爭中，瑪菲莎選擇與撒拉森人共同作戰。直到她的劍被小偷布魯內洛偷走為止。瑪菲莎為了奪回劍而脫離戰線，她最後成功逮住被布拉達曼特綁在樹上的布魯內洛，並把他交給了撒拉森王阿格拉曼特。布魯內洛隨後被處死。
瑪菲莎後來遇見了失散多年的哥哥魯傑羅，但兩人都不知道彼此實際上是兄妹，直到兩人有次因為布拉達曼特的誤會而打鬥時，已死的亞特蘭特顯靈阻止，這才將兩人實際上是兄妹的真相告知他們。在了解自己的家世背景、知道她的父母實際上是基督徒後，瑪菲莎也隨著哥哥的腳步，從伊斯蘭教皈依到基督教，加入查理曼的陣營並一同對抗撒拉森人。

## 外部連結
- 维基共享资源上的相關多媒體資源：瑪菲莎